# Maleisisch Open 2013
Het Maleisisch Open was in 1999 het eerste Nationaal Open in Azië dat ook meetelde voor de Europese PGA Tour. Van 21-24 maart 2013 wordt dus de 15de editie van dit toernooi gespeeld. Het vindt voor de 5de keer achter elkaar plaats op de Kuala Lumpur Golf & Country Club. Het prijzengeld is met 10% verhoogd naar US$ 2.750.000.
Op 26 en  27 februari werd een nationaal kwalificatietoernooi gespeeld over 36 holes waar vier Maleisische spelers een wildcard voor het Maleisisch Open konden verdienen. 

## Verslag

### Ronde 1
De weersomstandigheden waren niet prettig, het was 34 graden met een hoge vochtigheidsgraag na het nachtelijk onweer. Toch slaagde Kiradech Aphibarnrat, die ook nog last had van zijn schildklieren, erin om tijdens de ochtendronde een score van -7 neer te zetten en clubhouse leader te worden. Met -6 werd hij gevolgd door Anders Hansen, Grégory Bourdy en Edoardo Molinari. Joost Luiten had een goede start en kwam op -3.
's Middags stond Scott Jamieson na een eagle op hole 10 ook op -6. Om vier uur kwam het onweer terug en werden de spelers van de baan gehaald.
Vrijdag moesten 78 spelers eerst ronde 1 afmaken. Daarna stond Aphibarnrat nog steeds nummer 1, de 2de plaats werd gedeeld door Grégory Bourdy, Anders Hansen, Scott Jamieson en Edoardo Molinari.

### Ronde 2
Vrijdagochtend kwamen Charl Schwartzel en Ashun Wu met rondes van 67-68 aan de leiding. De top 5 spelers van ronde 1 moesten toen nog afslaan. Er kwam weer onweer. 
Robert-Jan Derksen had weer wisselvallig gespeeld maar haalde toch de cut. Maarten Lafeber stond op +2 met nog drie holes te gaan, Luiten was ronde 2 nog niet begonnen. Na enige tijd kon er weer twee uren gespeeld worden, totdat het te donker werd. Arphibarnrat stond na zijn derde birdie met -10 op dat moment aan de leiding.
Zaterdag werd ronde 2 afgemaakt, Aphibarnrat behield twee slagen voorsprong op zijn achtervolgers.

### Ronde 3
De cut was op level par, er waren nog 74 spelers over en er werd pas om 13:15 uur lokale tijd gestart. Helaas noest er weer vroegtijdig gestopt worden, waarna beslist werd dat het toernooi tot 54 holes moest worden ingekort. 
Het toernooi werd gewonnen door Aphibarnrat, nummer 2 werd Edoardo Molinari, die een laatste ronde van -5 maakte. De beste Maleisische speler was amateur Gavin Kyle Green die met -6 op de gedeeld 22ste plaats eindigde.
- Volledige scores

| Naam                 | Score R1 | Score R1 | Nr  | Score R2 | Score R2 | Totaal | Nr  | Score R3 | Score R3 | Totaal | Nr  |
| -------------------- | -------- | -------- | --- | -------- | -------- | ------ | --- | -------- | -------- | ------ | --- |
| Kiradech Aphibarnrat | 65       | -7       | 1   | 68       | -4       | -11    | 1   | 70       | -2       | -13    | 1   |
| Edoardo Molinari     | 66       | -6       | T2  | 71       | -1       | -7     | T11 | 67       | -5       | -12    | 2   |
| Anders Hansen        | 66       | -6       | T2  | 73       | +1       | -5     | T19 | 66       | -6       | -11    | 3   |
| Charl Schwartzel     | 67       | -5       | T6  | 68       | -4       | -9     | T2  | 71       | -1       | -10    | T4  |
| Ashun Wu             | 67       | -5       | T6  | 68       | -4       | -9     | T2  | 73       | +1       | -8     | T11 |
| Grégory Bourdy       | 66       | -6       | T2  | 69       | -3       | -9     | T2  | 73       | +1       | -8     | T11 |
| Wade Ormsby          | 70       | -2       | T6  | 65       | -7       | -9     | T2  | 77       | +5       | -4     | T33 |
| Scott Jamieson       | 66       | -6       | T2  | 72       | par      | -6     | T14 | 71       | -1       | -7     | T17 |
| Joost Luiten         | 69       | -3       | T25 | 71       | -1       | -4     | T26 | 70       | -2       | -6     | T22 |
| Robert-Jan Derksen   | 72       | par      | T63 | 70       | -2       | -2     | T40 | 72       | par      | -2     | T40 |
| Maarten Lafeber      | 73       | +1       | T83 | 76       | +4       | +5     | MC  |          |          |        |     |

| Leider |  | Toernooirecord |  | MC = missed cut = cut gemist |  | DQ = disqualified |

## Spelers
| Europese Tour - Felipe Aguilar - Thomas Aiken - Fredrik Andersson Hed - Matthew Baldwin - Grégory Bourdy - Rafa Cabrera Bello - Michael Campbell - Jorge Campillo - Alejandro Cañizares - Christian Cévaër - Robert Coles - Luke Donald - David Drysdale - Victor Dubuisson - Simon Dyson - Johan Edfors - Richard Finch - Oliver Fisher - Tommy Fleetwood - Alastair Forsyth (2002) - Mark Foster - Marcus Fraser - Lorenzo Gagli - Stephen Gallacher - Ignacio Garrido - Jean-Baptiste Gonnet - Ricardo González - Emiliano Grillo - Anders Hansen - Pádraig Harrington - Grégory Havret - Peter Hedblom (2007) - Keith Horne - David Howell - Mikko Ilonen - Raphaël Jacquelin - Scott Jamieson - Simon Khan | - Søren Kjeldsen - Jbe' Kruger - José Manuel Lara - Pablo Larrazábal - Peter Lawrie - Wen-chong Liang - Shane Lowry - Thomas Levet - Joost Luiten - Matteo Manassero (2011) - Gareth Maybin - Edoardo Molinari - James Morrison - Alexander Norén - Phillip Price - Julien Quesne - Alvaro Quiros - Robert Rock - Ricardo Santos - Charl Schwartzel - Joel Sjöholm - Lee Slattery - Graeme Storm - Romain Wattel - Steve Webster - Bernd Wiesberger - Danny Willett - Chris Wood - Fabrizio Zanotti Invitaties - S Murthy - Shaaban Hussin - S Sivachandran - Md Rashid Ismail - K T Kim - Shingo Katayama - Ashun Wu (OWGR 190) | Regionale Order of Merit - Scott Barr - Darren Beck - Marcus Both - Andrew Dodt - David Gleeson - Scott Hend - Wade Ormsby - Kieran Pratt - Mohd Siddikur - Adilson Da Silva - Yih-shin Chan - Chi-huang Tsai - Joonas Granberg - Jaakko Mäkitalo - Kalle Samooja - Gaganjeet Bhullar - SSP Chowrasia - Shiv Kapur - Anirban Lahiri - C Muniyappa - Himmat Rai - Jyoti Randhawa - Digvijay Singh - Jeev Milkha Singh - Tetsuji Hiratsuka - Daisuke Kataoka - Masanori Kobayashi - In-woo Lee - Joong-kyung Mo - Seuk-hyun Baek - Sung Lee - Hyun-bin Park - Azman Basharuddin - Danny Chia - Kenneth De Silva - Nicholas Fung - Shaaban Hussin - Md Rashid Ismail - R Nachimuthu | - Mohd Sukree Othman Rashid - S Sivachandhran - Akhmal Tarmizee - Airil Rizman Zahari - Zaw Moe - Antonio Lascuna - Juvic Pagunsan - Angelo Que - Elmer Salvador - Mardan Mamat - Mithun Perera - Javier Colomo - Kiradech Aphibarnrat - Gunn Charoenkul - Thitiphun Chuayprakong - Thongchai Jaidee - Pariya Jumhasavasdikul - Prayad Marksaeng - Prom Meesawat - Chapchai Nirat - Chinnarat Phadungsil - Panuphol Pittayarat - Chawalit Plaphol - Arnond Vongvanij - Thaworn Wiratchant - Daniel Chopra - Rikard Karlberg Via kwalificatietoernooi - Kemarol Baharin - Sasidaran Muthiah - Mohd Hanafiah Mohd Jamil - Periasamy Gunasegaran Amateurs - KJ Low (WAGR 346) - Arie Ahmad Fauzi (WAGR 366) - Gavin Kyle Green (WAGR 52) - Mohammad Afif Mohd Radzi - Solomon Emilio Rosidin - Abel Tham |

Fauzi won het Maleisisch Amateur strokeplay 2008. Hij studeert aan de universiteit van Tulsa.
Jei (16 jaar) is jongste deelnemer